# كاج بولسين
كاج بولسين (بالدنماركية: Kaj Kvistgaard Poulsen)‏ هو لاعب كرة قدم دنماركي في مركز الهجوم، ولد في 31 ديسمبر 1942 في Nykøbing Mors ‏ في الدنمارك. شارك مع منتخب الدنمارك تحت 21 سنة لكرة القدم ومنتخب الدنمارك لكرة القدم. أما مع النوادي، فقد لعب مع بيرتشوت ونادي تورنهاوت ونادي فايله وهانوفر 96.

## وصلات خارجية
- كاج بولسين على موقع قاعدة بيانات كرة القدم.إي يو (الإنجليزية)
- كاج بولسين على موقع بيانات كرة القدم. دي إي (الألمانية)
- كاج بولسين على موقع ناشيونال فوتبول تيمز (الإنجليزية)
- كاج بولسين على موقع عالم كرة القدم.نت (الإنجليزية)